# Perwoll

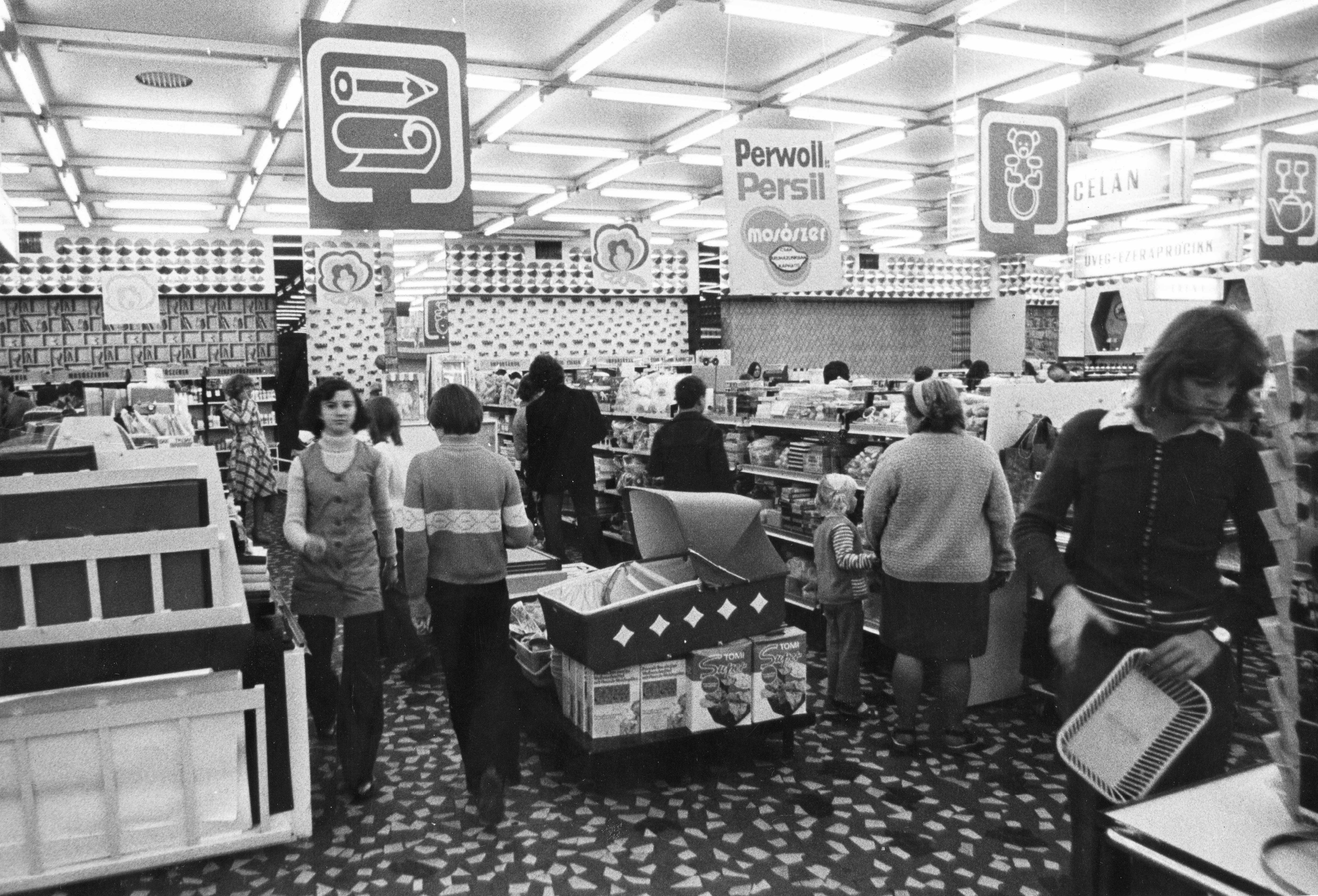
Perwoll-Angebot in einem ungarischen Supermarkt (1976)

Perwoll ist eine Marke für ein Feinwaschmittel des Henkel-Konzerns mit Sitz in Düsseldorf-Holthausen. In Österreich wird das gleiche Waschmittel unter der Marke Fewa verkauft.

## Historie
Im Januar 1949 wurde die Marke Perwoll bundesweit eingeführt. Neben Lasil war es das erste synthetische Waschmittel von Henkel. Das erste Konzept der Perwoll-Werbung basierte auf dem Verwendungszweck „Für dünnes und weiches Leinen“. Anfang 1966 konzentrierte sich Perwolls neue Feinwaschmittelformulierung auf die Konservierung von Fasern.
1977 wurde Perwoll als flüssiges Waschmittel, Weichmacher und Wollwaschmittel eingeführt und vermarktet. 1985 erweiterte die Marke Perwoll ihr Angebot auf dem Feinwaschmittelmarkt. Neben der Pflege von Wolle und Feinwäsche wurden Produkte für alle Stoffarten angeboten.
Im Jahr 2002 hat Henkel den seit den 1980er Jahren für die Bewerbung des Produktes genutzten Claim: „Ist der neu? - Nein, mit Perwoll gewaschen!“ markenrechtlich schützen lassen.